# 동티모르의 재외공관 목록

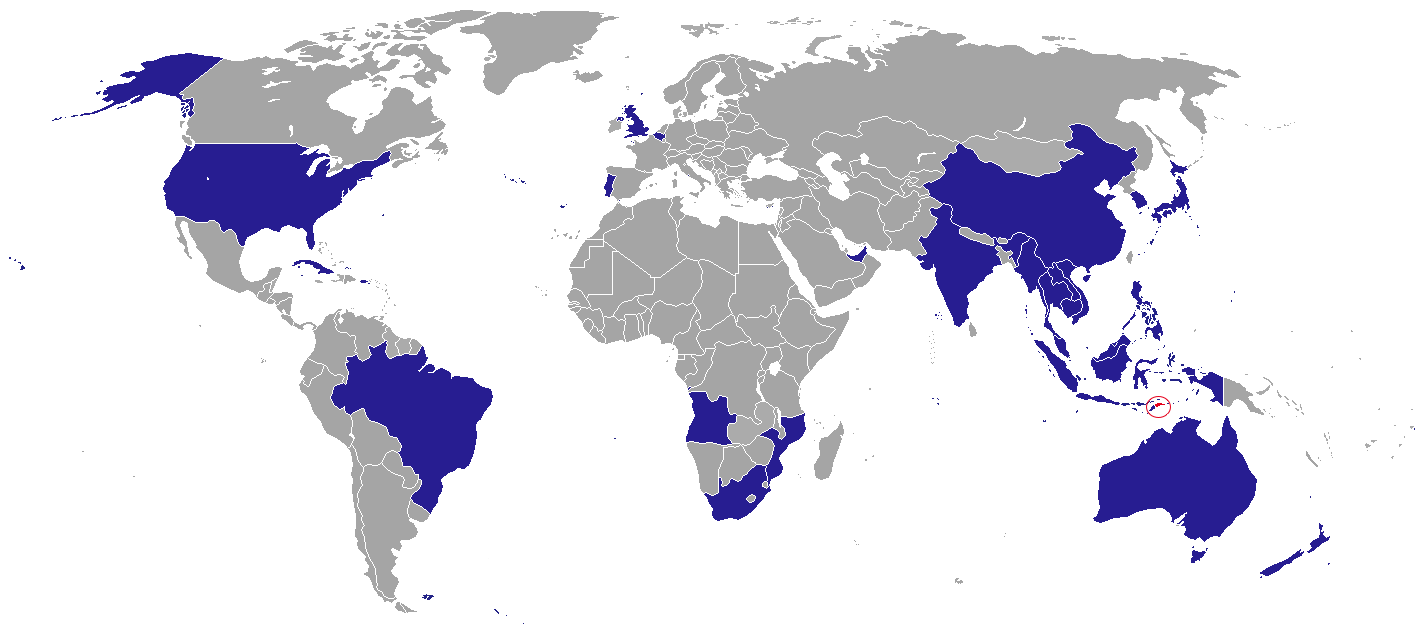
각국에 설치된 동티모르 재외공관들

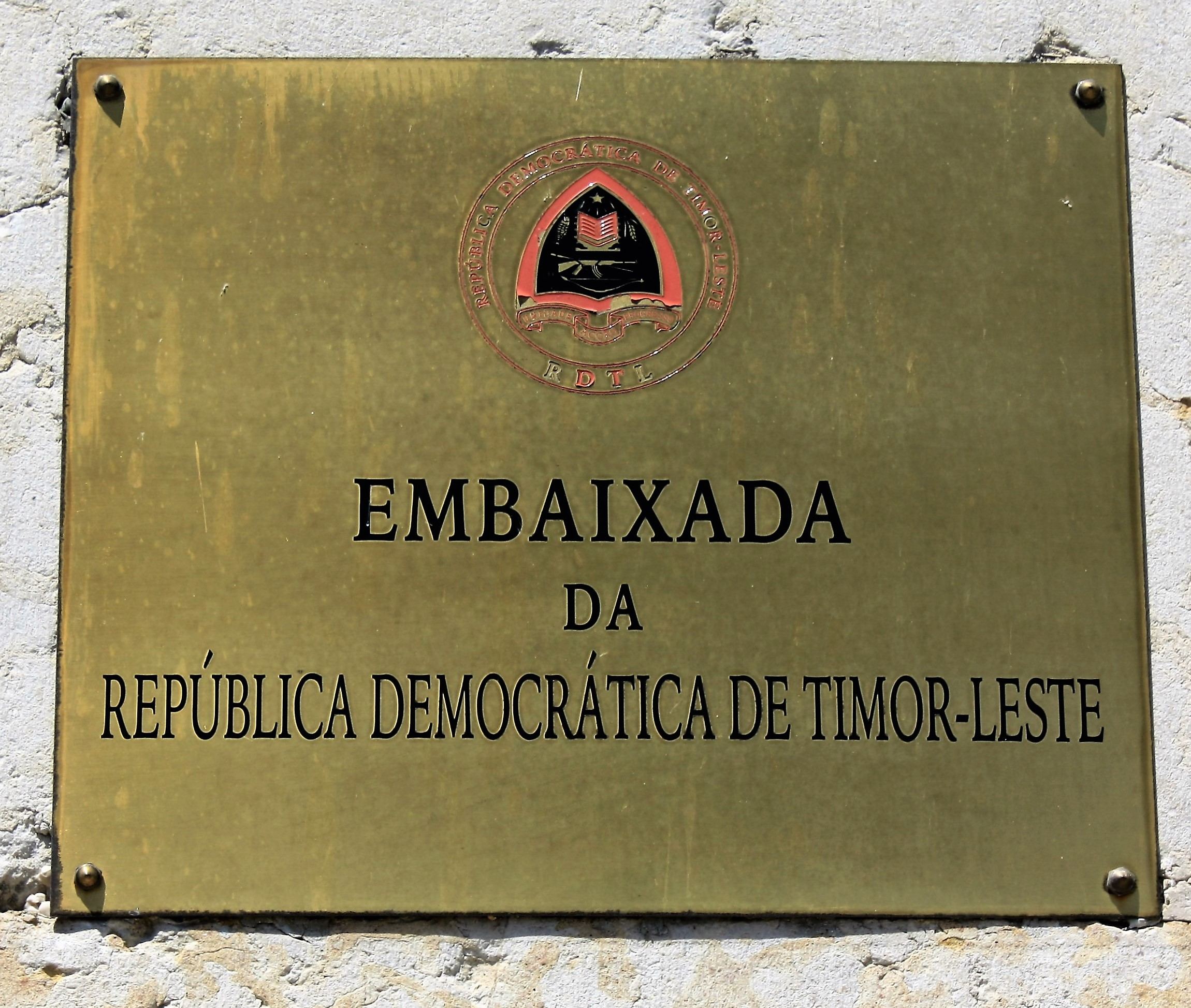

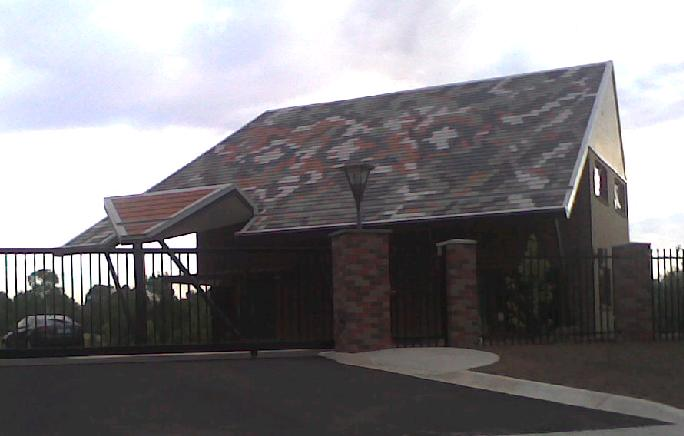
캔버라 주재 동티모르 대사관

동티모르의 재외공관 목록은 동티모르 주재 대사관을 각국에 상주시켜 놓는 것을 의미하며, 동티모르의 재외공관을 나열한 목록이다.

## 아프리카
- 모잠비크 : 마푸투 (대사관)
- 남아프리카 공화국 : 프리토리아 (대사관)

## 아메리카
- 브라질 : 브라질리아 (대사관)
- 쿠바 : 아바나 (대사관)
- 미국 : 워싱턴 D.C. (대사관)

## 아시아
- 중화인민공화국 : 베이징시 (대사관)
- 일본 : 도쿄 (대사관)
- 인도네시아 : 아래와 같음
  - 자카르타 (대사관)
  - 덴파사르 (총영사관)
  - 쿠팡 (영사관)
- 대한민국 : 서울특별시 (대사관)
- 말레이시아 : 쿠알라룸푸르 (대사관)
- 필리핀 : 마닐라 (대사관)
- 싱가포르 : 싱가포르 (대사관)
- 태국 : 방콕 (대사관)

## 유럽
- 벨기에 : 브뤼셀 (대사관)
- 바티칸 시국 : 바티칸시티 (대사관)
- 영국 : 런던 (대사관)
- 포르투갈 : 리스본 (대사관)

## 오세아니아
- 오스트레일리아 : 캔버라 (대사관), 시드니 (총영사관)
- 뉴질랜드 : 웰링턴 (대사관)

## 대표부
- ASEAN 태국 정부 대표부 : 자카르타
- 유엔 동티모르 정부 대표부 : 뉴욕, 제네바
- EU 동티모르 정부 대표부 : 브뤼셀

## 같이 보기
- 동티모르 주재 외국공관 목록